# The Assassins
The Assassins (chinesisch 铜雀台, Pinyin tóng què tái – „Palast des bronzenen Spatzen“) ist ein Historienfilm aus der Volksrepublik China.

## Handlung
Die Kinder Mu Shun und Ling Ju werden von bewaffneten Reitern an einen dunklen Ort entführt, wo sie zu Kämpfern ausgebildet werden. Erst wenn sie den mächtigsten Menschen der Welt Cao Cao den Kanzler des Kaisers Xian getötet haben, werden alle Kämpfe gekämpft sein, und Frieden herrschen. Die beiden werden erwachsen. Ling Ju wächst zu einer schönen jungen Frau heran. 
Ling Ju wird an den Hof von Cao Cao gebracht. Mu Shun wird ein Diener am Hof des Kaisers. Der Kaiser hält sich am Hof Cao Caos auf. Cao Pi der Sohn von Cao Cao hat ein Verhältnis mit der Frau des Kaisers. Im Jahr 220 n. Chr. kehrt Cao Cao an seinen Hof zurück, nachdem er den General Guan Yu besiegt hat. Bei dieser Gelegenheit wird Ling Ju Cao Cao als Geliebte zugeführt. Während sie mit den anderen Mitgliedern des Hofes zur zeremoniellen Begrüßung Cao Caos draußen auf Cao Cao wartet, sieht sie Mu Shun im Hofstaat des Kaisers.
Abends trifft sie sich heimlich mit Mu Shun. Sie sprechen darüber, dass etwas Schlimmes passieren wird, wenn die Sterne auf die Erde fallen, und wenn vier Sterne in einer Reihe stehen. Cao Cao erinnert sich währenddessen an die Prophezeiung seines Hofastrologen vor zehn Jahren. Der Hofastrologe sagte, dass in zehn Jahren vier Sterne in einer Reihe stünden. Dies sei das Zeichen, dass eine kaiserliche Dynastie durch eine neue Dynastie ersetzt würde. Cao Cao würde dem Willen des Himmels entsprechen, wenn er vorher schon den Thron besteigen würde. Auch Cao Caos Sohn Cao Pi forderte Cao Cao auf, den Thron zu besteigen. Daraufhin ersticht Cao Cao den Hofastrologen, weil er zum Sturz des Kaisers aufgerufen hat.
Wieder im Jahr 220 n. Chr. Cao Cao sitzt in einem Raum, in dem verschiedene Waffen ausgestellt sind. Ling Ju kommt dazu. Cao Cao erzählt ihr, dass in dieser Schwertgedenkstätte die Waffen von Cao Caos Feinden ausgestellt sind. Er kommt oft hierher, um mit seinen Feinden stumme Zwiesprache zu halten. Ling Ju fragt ihn, wozu er all diese Kämpfe auf sich nimmt. Er antwortet ihr erst wenn alle Feinde besiegt wären, könnte Frieden herrschen. Ling Ju erkennt, dass sich Cao Caos Ziele nicht von den Wünschen von Mu Shun und ihr unterscheiden. Ling Ju trägt einen Anhänger an einer Kette um den Hals. Cao Cao fragt sie nach dem Anhänger. Ling Ju erzählt, dass sie diesen Anhänger von ihrer Mutter bekommen hat.
In seinem eigenen Palast spricht Kaiser Xian mit seinen Beratern über die Prophezeiung, dass die Dynastien wechseln würden, wenn vier Sterne in einer Reihe stünden. Da sein Kanzler Cao Cao der mächtigste Mann im Reich ist und daher die größte Bedrohung für seine Herrschaft darstellt, erlässt er den Befehl, Cao Cao zu töten. Den Befehl schreibt er mit seinem eigenen Blut auf ein Seidentuch.
Später versuchen die Soldaten des Kaisers, Cao Cao nachts im Schlaf zu töten. In derselben Nacht nimmt Ling Ju ein Schwert aus der Schwertgedenkstätte und schleicht sich zu Cao Cao, um ihn zu töten. Sie kommt gerade in dem Moment ins Schlafzimmer, in dem er den Angriff mehrerer Soldaten abwehrt. Cao Cao fordert sie auf, hinter seinem Rücken vor den Angreifern in Deckung zu gehen. Ling Ju lässt diese Gelegenheit, ihren Auftrag auszuführen, ungenutzt vorübergehen. Cao Cao kann den Angriff abwehren. Nach dem Angriff fordert er Ling Ju auf, das Schwert wieder zurückzubringen. Cao Caos Soldaten finden bei den toten Angreifern den Befehl des Kaisers.
Am nächsten Tag erzwingt Cao Cao eine Audienz beim Kaiser Xian. Er gibt dem Kaiser zu verstehen, dass er weiß, dass der Angriff von ihm befohlen war. Daraufhin bekennen sich die Kaiserin und ihr Vater dazu, das Attentat geplant zu haben, um den Kaiser vor der Rache des Cao Cao zu schützen. Die Kaiserin wird sofort umgebracht. Ihr Vater wird wenig später auf grausame Weise hingerichtet.
Ling Ju sieht sich mit ihren Dienerinnen die Hinrichtung des Vaters der Kaiserin an. Sie fragt ihre Dienerinnen, warum das Volk die Hinrichtung bejubelt. Die Dienerinnen antworten ihr, unter der Herrschaft des Kanzlers Cao Cao hätte jeder ein Dach über dem Kopf und genug zu essen. Deshalb würde das Volk den hassen, der Cao Cao stürzen wollte. Ling Ju nahm bis dahin an, sie würde den Willen des Volkes erfüllen, wenn sie Cao Cao tötet. Jetzt erkennt sie, dass das nicht so ist. 
Beim nächsten Treffen mit Mu Shun schlägt sie diesem vor, zu fliehen. Mu Shun sagt, es gebe keinen Ort, an den sie gehen könnten. 
Cao Pi besucht seinen Vater Cao Cao. Dieser kommt ihm entgegen und sagt, dass er ihm einige Fragen stellen wolle. Cao Cao beschuldigt Cao Pi durch sein Verhältnis mit der Kaiserin von dem Attentatsbefehl auf ihn gewusst zu haben, und zu spät eingegriffen zu haben. Cao Cao lässt das Gefolge von Cao Pi umbringen, lässt aber Cao Pi am Leben.
In einer Vollmondnacht an einem unbekannten Ort planen andere Männer ein Attentat auf Cao Cao. Wieder berufen sie sich auf die Prophezeiung. Cao Cao hört davon, dass Soldaten sich vor der Stadt sammeln und bringt den Kaiser dazu, in Cao Caos Palast zu kommen, um so die kaiserlichen Truppen von einem Angriff auf seinen Palast abzubringen.
Der Kaiser kommt zu Cao Cao. Gemeinsam gehen sie zur Jagd. Nach der Jagd führt Cao Cao Ling Ju in sein Grab. Dort spricht er mit dem blinden Baumeister des Grabes. Der hört Ling Ju lachen und sagt, dass ihn das Lachen an eine andere schöne Frau erinnert, nämlich an Diaochan, die Frau von Lü Bu. Lü Bu ist einer der Feinde von Cao Cao, die er umgebracht hat.
Ling Ju wird krank. Cao Cao pflegt sie. Cao Cao lässt für sie einen Garten anlegen, in dem Hirsche gehalten werden. Nachdem sie von ihrer Krankheit genesen ist, sieht sie sich den Garten an. Ji Ping der Leibarzt von Cao Cao kommt dazu. Er bekennt sich dazu auf der Seite des Han-Kaisers Xian zu stehen.
Kurz darauf sieht man Ji Ping am Ort des Orakels. Er hält eine Rede an die, die in dem Lager zu Kämpfern ausgebildet wurden. Er sagt, es sei an der Zeit, ein Geheimnis zu lüften. Cao Cao sei der Feind, der ihre Eltern getötet hat. 
Im Palast von Cao Cao, dem Palast des bronzenen Sperlings, wird ein Bankett abgehalten. Der Kaiser ist zu Gast. Ling Ju tanzt für die Gäste. Cao Cao erinnert sich an Diao Chan.
Die unbekannten Männer, die ein Attentat auf Cao Cao vorhaben reiten voran und erreichen die Stadt, in der Cao Caos Palast steht. Am Himmel schweben viele kleine Laternen. Als diese heruntersinken, verursachen sie Feuer. So gerät die Stadt in Brand. 
In dieser Nacht versucht Mu Shun Cao Cao zu töten. Als er Cao Cao jedoch in seinem Bett erstechen will, stellt sich jedoch heraus, dass in dieser Nacht ein Soldat im Bett von Cao Cao lag. Dieser wehrt Mu Shun ab. Sofort kommen Cao Caos Soldaten und Cao Cao dazu. Cao Cao schickt die Soldaten weg und kämpft in einem Duell Mann gegen Mann mit Mu Shun.
Die Angreifer geben vor, das Feuer bekämpfen zu wollen, und deshalb in die Stadt zu müssen. Die Stadttore werden ihnen geöffnet. Sie stürmen die Stadt und rufen: „Tötet den Verräter Cao Cao und rettet die Han-Dynastie.“ Auch Ling Ju will in dieser Nacht Cao Cao töten und verfolgt einen Reiter, den sie für Cao Cao hält, mit einer Lanze. Es gelingt ihr ihn zu verletzen. 
Der Zuschauer erfährt, dass Mu Shun und Cao Cao nach ihrem Duell vereinbart haben, dass Mu Shun in Cao Caos Rüstung aus der Stadt flieht, um so Cao Caos Angreifer in die Irre zu führen. Dafür verspricht Cao Cao, Ling Ju freizugeben. Ling Ju hat also nicht Cao Cao, sondern Mu Shun verletzt. Beide fliehen zusammen aus der Stadt. Mu Shun stirbt in Ling Jus Armen. 
Die Schlacht um Cao Caos Palast geht weiter. Es stellt sich heraus, dass der Leibarzt Cao Caos Ji Ping die Angreifer anführt. Auch Kaiser Xian nimmt an der Schlacht teil. Die Angreifer rufen, Cao Cao sei tot. Cao Pi solle sich ergeben. Cao Pi antwortet, Cao Cao könne unmöglich tot sein. Da teilt sich die Treppe des Palastes in zwei Teile. Herausgeritten kommt Cao Cao mit neuen Soldaten. Seine Soldaten fassen neuen Mut. Ji Ping stößt sich sein Schwert in den Bauch und stirbt. 
Der Kaiser flieht in den Palast. Dorthin kommt Cao Cao und spricht mit dem Kaiser. Cao Cao hat den Palast des bronzenen Sperlings bauen lassen, um sich auf diesen Tag, den Tag, an dem sich vier Sterne in einer Reihe befinden, vorzubereiten. Auch der Kaiser hat in Erwartung dieses Tages die Kinder von Cao Caos ermordeten Feinden zusammengerufen. Cao Cao wollte die Herrschaft des Kaisers unterstützen, damit es Frieden im Land gibt. Das kann Cao Cao jetzt nicht mehr tun.
Cao Cao reitet hinaus, um Ling Ju zu suchen. Er findet sie. An der Hand führt sie ein Pferd, auf dem der tote Mu Shun liegt. Er sichert ihr zu, dass er sich an das Mu Shun gegebene Versprechen hält. Er hat schon lange an dem Anhänger an ihrem Hals erkannt, dass sie die Tochter von Diao Chan ist. Sie hatte viele Gelegenheiten ihn umzubringen. Sie fragt, warum er sie trotzdem neben sich geduldet hat. Cao Cao bittet Ling Ju mit ihm zurückzukehren. Ling Ju steigt zu Mu Shun auf das Pferd und stürzt sich in eine tiefe Schlucht. Cao Cao bleibt zurück.
Im Jahr 220 n. Chr. starb Cao Cao. Acht Monate später zwang sein Sohn Cao Pi, Kaiser Xian zur Abdankung. Cao Pi wurde der zweite Kaiser von Wei. Er ernannte Cao Cao zum ersten Kaiser von Wei. 
Dieses war das Jahr 25 in der Periode Jian 'an. Das Jahr, in dem die vier Sterne in einer Reihe standen.

## Hintergrund
Im Jahr 220 n. Chr. wurde die Han-Dynastie durch die Wei-Dynastie abgelöst. Cao Cao war Kanzler unter Kaiser Xian und sein Sohn Cao Pi wurde später der erste Kaiser der Wei-Dynastie. Im Jahr 220 n. Chr. besiegte Cao Cao Guan Yu. Eine wichtige historische Quelle zu diesen Ereignissen sind die Chroniken der Drei Reiche. Alle Ereignisse sind literarisch im Roman Geschichte der drei Reiche verarbeitet. Dieser Roman ist in China sehr populär. Der Stoff wird auch immer wieder für Filme oder Fernsehserien verwendet. Diao Chan die Mutter von Ling Ju ist eine Figur aus der Geschichte der drei Reiche.

## Rezeption
Der Film wurde in China am 26. September 2012 in China zum ersten Mal öffentlich gezeigt. In China hat er 110 Mio. Yuan eingespielt.